# Hypocrita rhea
Hypocrita rhea är en fjärilsart som beskrevs av Paul Dognin 1923. Hypocrita rhea ingår i släktet Hypocrita och familjen björnspinnare. Inga underarter finns listade i Catalogue of Life.